# Örökké tudom, mit tettél tavaly nyáron
Az Örökké tudom, mit tettél tavaly nyáron (eredeti cím: I'll Always Know What You Did Last Summer) 2006-ban bemutatott amerikai horrorfilm, Sylvain White rendezésében. A Tudom, mit tettél tavaly nyáron-trilógia harmadik, befejező része: az első két filmmel kizárólag az alapötlet köti össze, de egy teljesen új történetet mesél el, más szereplőkkel. A főbb szerepekben Brooke Nevin, David Paetkau, Torrey DeVitto, Ben Easter és Seth Packard látható. 
Elődeivel ellentétben a film kizárólag DVD-n jelent meg 2006. augusztus 15-én.

## Szereplők
| Színész        | Szerep          | Magyar hang     |
| -------------- | --------------- | --------------- |
| Brooke Nevin   | Amber Williams  | Lamboni Anna    |
| David Paetkau  | Colby Patterson | Előd Botond     |
| Torrey DeVitto | Zoe             | Tamási Nikolett |
| Ben Easter     | Lance           | Simonyi Balázs  |
| Seth Packard   | Roger           | Szalay Csongor  |
| Michael Flynn  | Davis seriff    | Orosz István    |
| Clayton Taylor | P.J.            | Szabó Máté      |

## Filmzene
- Goth Jones – "LFL"
- The Bedbugs – "Colosseum"
- Weapon of Choice – "U Owe It 2 U"
- FFF – "I Want You"
- Goth Jones – "Body Rot"
- Mazey Gordens & The Brick Hit House Band – "Something I Haven't Thought Of...In Years"
- Mazey Gordens & The Brick Hit House Band – "Business in the Front/Party in the Back"
- Goth Jones – "FFT"
- Junior – "One of Those Nights"
- Illegal Substance – "Step to the Floor"
- Weapons of Pleasure – "Daredevil"
- Suffrajett – "Between You and Me"
- Suffrajett – "NY"

## Fordítás
- Ez a szócikk részben vagy egészben  a(z)   'll Always Know What You Did Last Summer című angol Wikipédia-szócikk fordításán alapul.  Az eredeti cikk szerkesztőit annak laptörténete sorolja fel. Ez a jelzés csupán a megfogalmazás eredetét és a szerzői jogokat jelzi, nem szolgál a cikkben szereplő információk forrásmegjelöléseként.